# Dominique Riquet
Dominique Riquet (ur. 18 września 1946 w Valenciennes) – francuski lekarz i polityk, mer Valenciennes, eurodeputowany VII, VIII i IX kadencji.

## Życiorys
Z wykształcenia lekarz, specjalista w zakresie chirurgii i urologii.
Od 1989 blisko współpracował z Jean-Louisem Borloo. W 1989 i 1995 był przez niego powoływany na stanowisko pierwszego zastępcy burmistrza Valenciennes. Gdy Jean-Louis Borloo objął stanowisko ministerialne, Dominique Riquet zastąpił go na urzędzie mera. W 2008 skutecznie ubiegał się o reelekcję, zajmując to stanowisko do 2012.
Razem ze swoim poprzednikiem przystąpił też do Partii Radykalnej, działając jednocześnie w Unii na rzecz Ruchu Ludowego. Był także radnym regionu Nord-Pas-de-Calais, objął kierownictwo frakcji radnych UMP.
W 2009 Dominique Riquet został liderem jednej z regionalnych list ludowców do Parlamentu Europejskiego, uzyskując w tym samym roku mandat eurodeputowanego VII kadencji. Utrzymał go również w 2014, kandydując z ramienia koalicji centrystów. Dołączył do Ruchu Radykalnego, Społecznego i Liberalnego. Z jego rekomendacji w 2019 otrzymał mandatowe miejsce na liście zorganizowanej wokół prezydenckiego ugrupowania LREM, z powodzeniem w konsekwencji ubiegając się o reelekcję w kolejnych wyborach europejskich.